# Marzia Dorlando
Marzia Dorlando es una modelo y disc-jockey italiana nacida en Milán. Como DJ se ha presentado en ciudades como Ibiza, Saint-Tropez, Los Ángeles, Nueva York y Miami, y como modelo ha aparecido en la portada o en las páginas de revistas como Playboy, Harper's Bazaar, Glamour y FHM.

## Biografía
Dorlando nació en Milán, Italia. Allí empezó a desempeñarse como disc-jockey, debutando en el club Cavalli. En 2009 firmó un contrato con la compañía de representación Elite Model Management, y tres años después se mudó a Los Ángeles, donde continuó su carrera musical y como modelo. Radicada en los Estados Unidos, apareció en videoclips de artistas como Maluma y Chris Brown, además de realizar un comercial de la marca Motorola junto con Ashton Kutcher.
Tras realizar presentaciones como DJ en ciudades como Ibiza, Saint-Tropez, Nueva York, Miami y Los Ángeles, en 2019 publicó su primera producción discográfica, el álbum de estudio Just Like This donde fusionó géneros como el techno, el pop, el house y el EDM. Como modelo, ha aparecido en la portada o en las páginas de revistas como Playboy, Harper's Bazaar, FHM y Glamour, entre otras.

## Discografía

### Álbumes de estudio
- 2019 - Just Like This

### Sencillos
- 2019 - «Follow Me»
- 2019 - «On my Black Card»
- 2020 - «Muoioxte»
- 2020 - «Rich»
- 2021 - «Hexed»